# 유로넥스트 리스본
유로넥스트 리스본(Euronext Lisbon)은 포르투갈 리스본에 위치한 증권거래소이다. 과거에는 리스본 증권거래소(포르투갈어: Bolsa de Valores de Lisboa)라고 불렸다. 2002년 유로넥스트에 포함되었다.

## 같이 보기
- 유로넥스트 암스테르담
- 브뤼셀 증권거래소
- 유로넥스트 파리